# Rani Lug, Pernik
Rani Lug (în bulgară Рани Луг) este un sat în comuna Trăn, regiunea Pernik,  Bulgaria. 

## Demografie
Componența etnică a satului Rani Lug
     Bulgari (25%)
     Nicio identificare (75%)
     Altele (0%)
La recensământul din 2011, populația satului Rani Lug era de 28 locuitori. Nu există o etnie majoritară, locuitorii fiind  și bulgari (25%). Pentru 75% din locuitori nu este cunoscută apartenența etnică.